# Oameni obișnuiți (film din 1980)
Oameni obișnuiți  (titlu original: Ordinary People) este un film american din 1980 regizat de Robert Redford (debut regizoral). Rolurile principale au fost interpretate de actorii Donald Sutherland, Mary Tyler Moore, Judd Hirsch și Timothy Hutton. A câștigat Premiul Oscar pentru cel mai bun film.

## Distribuție
- Donald Sutherland - Calvin Jarrett
- Mary Tyler Moore - Beth Jarrett
- Judd Hirsch - Dr. Tyrone C. Berger
- Timothy Hutton - Conrad Jarrett
- Elizabeth McGovern - Jeannine Pratt
- M. Emmet Walsh - Coach Salan
- Dinah Manoff - Karen Aldrich
- Fredric Lehne - Joe Lazenby
- James B. Sikking - Ray Hanley
- Basil Hoffman - Sloan
- Quinn Redeker - Ward
- Mariclare Costello - Audrey
- Meg Mundy - Grandmother
- Elizabeth Hubbard - Ruth
- Adam Baldwin - Kevin Stillman
- Richard Whiting - Grandfather
- Tim Clarke - Truan
- Scott Doebler - Jordan "Buck" Jarrett (in flashback)